# Bells & Whistles

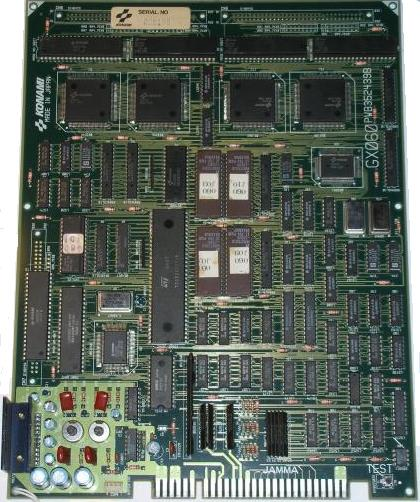
Circuito stampato di Bells & Whistles

Bells & Whistles (出たな!! ツインビー?, Detana!! TwinBee) è un videogioco arcade del 1991 sviluppato da Konami. Appartenente alla serie di sparatutto a scorrimento TwinBee, il titolo ha ricevuto conversioni per Sharp X68000 e TurboGrafx-16. Il gioco è stato distribuito per Wii e Wii U tramite Virtual Console e disponibile su Microsoft Windows e Xbox Live attraverso Game Room. È inoltre incluso nella raccolta TwinBee Portable per PlayStation Portable.